# 张首晟
张首晟（1963年2月15日—2018年12月1日），美籍華裔物理学家，美國文理科學院院士、美国国家科学院院士、中国科学院外籍院士，清华大学“千人计划”入选者，受聘成为清华大学高等研究院的教授，上海科技大学物质科学与技术学院特聘教授。曾任斯坦福大学J.G. Jackson和C.J. Wood讲座教授。
主要贡献包括对拓扑绝缘体、量子自旋霍尔效应、自旋电子学、高温超导等领域的研究。他也是區塊鏈技術的支持者，並且創立了丹華資本投资美国的创新科技及商业模式以及连接美国的创新与中国市场。

## 生平
1963年，张首晟出生于上海，祖籍江苏高邮。
1978年，年僅15歲的张首晟越級錄取復旦大學物理二系（該系實為原子能系，為對外保密而名為「物理二系」）。
1980年，他前往德国柏林自由大学留学攻讀理論物理，1983年获硕士学位。他赴美国纽约州立大学石溪分校深造，師從彼得·范尼烏文赫伊曾（Peter van Nieuwenhuizen) 教授，研究方向是超引力，1987年获博士学位。
张首晟博士毕业后，先在加州大学圣芭芭拉分校从事博士后研究，在楊振寧（1957年諾貝爾物理獎得主）影響下，改變研究方向，研究具前瞻性的凝聚态物理，楊振寧稱讚张首晟的研究成果，認為他未來有機會得諾貝爾物理獎。后前往IBM担任高级研究人员。
1993年起，张首晟任教于斯坦福大学，32歲獲頒史丹佛大學終身教授，同時也是美國科學院院士。
1999年，张首晟被聘为中國长江学者讲座教授，任中國清华大学高等研究院客座教授。
2004年出任IBM－斯坦福自旋电子学研究中心主任。
2013年，当选中国科学院外籍院士。同一年，他与学生谷安佳创立丹华资本。
2010年起，美国斯坦福大学物理系，JG Jackson and CJ Wood讲座教授。
2018年5月1日-12月1日期间，为中国上海科技大学特聘教授。
2018年12月1日因抑鬱症在舊金山自殺身亡。因美國貿易代表辦公室11月針對中國發佈的《301調查報告》中提及其創立的丹華資本，死因引發外界许多猜疑。他的家人在訃聞中說他與憂鬱症搏鬥後逝世，并澄清與陰謀論無關。

## 主要成就
- 他領導的研究團隊於2006年提出的量子自旋霍爾效應被《科學》評為2007年“全球十大重要科學突破”之一[16][17]。
- 2013年3月15日，《科學》（Science）雜誌在線發文，宣布中國科學院薛其坤院士領銜的團隊在實驗上首次發現量子反常霍爾效應[18]。（中國科學院薛其坤院士领衔的团队包括：清華大學物理系薛其坤、王亞愚、陳曦、賈金锋，中科院物理所何珂、馬旭村、王立莉、吕力、方忠、戴希以及史丹佛大學/清華大學張首晟等一起共同攻關完成的。）
- 張首晟及於美國史丹佛大學之團隊在《科學雜誌》公布發現馬約拉納准粒子確鑿存在的證據。

## 荣誉
- 1992年获全球华人物理学会杰出青年科学家奖。
- 1993年获IBM研究部杰出创新奖。
- 由于他在拓扑绝缘体等领域上的杰出贡献，他先后获得过古根海姆基金奖（2007年）、洪堡研究奖（2009年）、欧洲物理奖（2010年）、古登堡研究奖（2010年）、求是杰出科学家奖（2011年）、奥利弗·巴克利奖（2012年）、狄拉克奖章（2012年）基础物理学奖“物理学前沿奖”（2013）等奖项。
- 其他榮譽：美国物理学会会士（2006年）、2009年入选中国国家“千人计划”、美国文理科学院院士（2011年）[16][19]、中国科学院外籍院士（2013年）、美国国家科学院院士（2015年）。
- 2014年獲選湯森路透引文桂冠獎，被視為諾貝爾物理學獎的有力人選。
- 「因開創性理論貢獻導致新種類材料拓撲絕緣體的發現，與對於某些化合物展示出這些新材料的新穎性質的預測」，張首晟、查爾斯·康恩、尤金·米爾（英语：Eugene Mele）榮獲2015年富蘭克林獎章[20]。

## 家族
祖父：張彝，复旦公学第二届学生。